# Amirkabir-Universität für Technologie

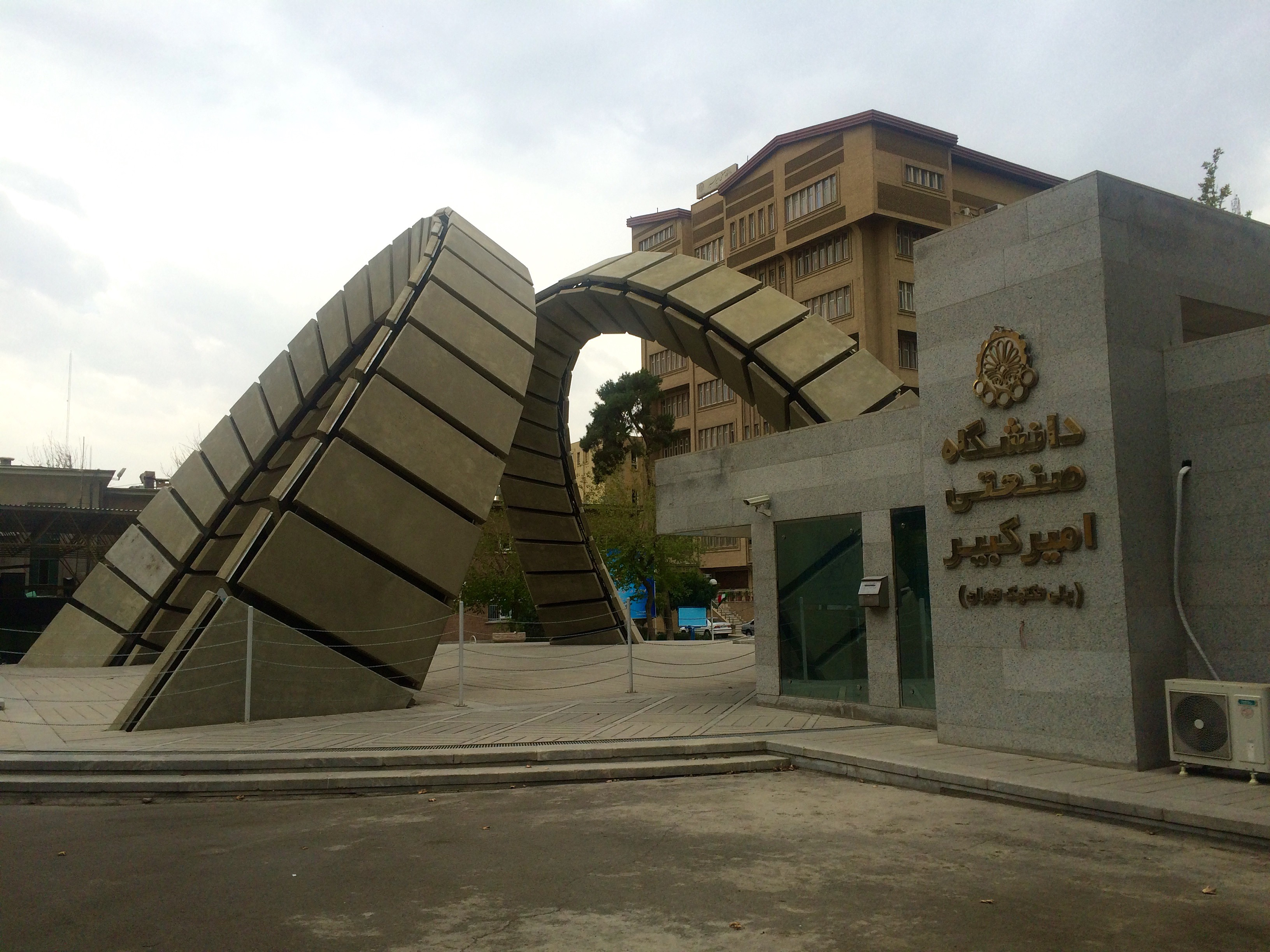
Eingang zur AUT

Die Amirkabir-Universität für Technologie (AUT) (persisch دانشگاه صنعتی امیر کبیر, DMG Dāneŝgāh-e Ṣan‘atī-ye Amīr-e Kabīr), früher Polytechnikum Teheran genannt, ist eine öffentliche Forschungsuniversität mit Sitz in Teheran, Iran.

## Geschichte
Die AUT war die erste technische Universität, die im Iran gegründet wurde. Sie wird im Iran „Mutter der technischen Universitäten“ genannt. Die Aufnahme in die Universität ist umkämpft, und für den Zugang zu den Grund- und Aufbaustudiengängen ist es erforderlich, bei den landesweiten Universitätsaufnahmeprüfungen, die im Land als كنكور, DMG konkūr (von französisch Concours, „Bewerbung“) bekannt sind, unter den besten 1 % der Studenten zu liegen.
Die Universität wurde 1928 als Standardakademie gegründet und 1956 von Habib Nafisi zur Technischen Universität entwickelt, die dann während der Pahlavi-Dynastie von Mohammad Ali Mojtahedi erweitert wurde. Das Polytechnikum in Teheran begann mit fünf technischen Fakultäten. Sechs Monate vor dem Sieg der Iranischen Revolution von 1979 wurde das Teheraner Polytechnikum nach dem iranischen Premierminister Amir Kabir (1807–1852) umbenannt.
Am 8. Januar 2020 fanden auf dem Gelände der Universität die ersten regimekritischen Proteste in Form einer Demonstration in Iran seit 2009, an denen auch die Mittelschicht teilnahm, statt. Studenten riefen „Reformer, Konservative, das Spiel ist aus!“

## Fakultäten
Die Universität verfügt heute über 15 wissenschaftliche und technische Fakultäten.
Mathematik und Naturwissenschaften
- Mathematik und Statistik
- Physik und Astronomie
- Chemie

Technik und Ingenieurwesen
- Informatik/Computer
- Maschinenbau
- Bautechnik
- Fahrzeugbau; Luft- und Raumfahrttechnik
- Elektronik; Elektrotechnik[3]

## Organisation
Angegliedert sind Nebenstellen in Garmsar, Bandar Abbas und Mahshahr Rund 9100 Studenten sind in den Grund- und Aufbaustudiengängen eingeschrieben. Die AUT hat 480 akademische Vollzeit-Fakultätsmitglieder und 550 Verwaltungsangestellte, womit sie das höchste Personal-zu-Studenten-Verhältnis unter den Universitäten des Landes aufweist. Die Exekutive besteht aus vier Abteilungen, die von den Räten an der Planung und Verwaltung beteiligt werden.
Die AUT hat mit internationalen Universitäten Vereinbarungen über die Zusammenarbeit in Forschung und Bildung unterzeichnet. Es gibt ein gemeinsames Programm zwischen der AUT und der Universität Birmingham.
Die AUT ist eine der führenden Universitäten im Bereich der E-Learning-Systeme im Iran, die ihre Tätigkeit 2004 aufgenommen hat.
AUT ist der Pionier der nachhaltigen Entwicklung im Iran und hat 2011 ein Büro für Nachhaltigkeit eingerichtet. Die Aktivitäten dieses Büros betreffen u. a. den AUT-Campus, indem sie den Energieverbrauch, die Kosten und die Emissionen reduzieren, und bieten außerdem studentische Kursarbeit, Freiwilligenarbeit für Studenten sowie akademische Aktivitäten in Forschung und Lehre zur nachhaltigen Entwicklung.

## Belege
1. ↑  Vgl. Larousse: Standard-Wörterbuch Französisch-Deutsch/Deutsch-Französisch, Paris 1990, S. 151.
2. ↑  Natalie Amiri: Zwischen den Welten. Von Macht und Ohnmacht im Iran. Aufbau, Berlin 2021, ISBN 978-3-351-03880-9; Taschenbuchausgabe ebenda 2022, ISBN 978-3-7466-4030-3, S. 94 und 106.
3. ↑  The World University Rankings, abgerufen am 18. Februar 2010

Koordinaten: 35° 42′ 12,1″ N, 51° 24′ 33,1″ O